# Socialismo em um só país
Socialismo em um só país ou Socialismo em um único país (em russo: социализм в одной стране; romaniz.: sotsializm v odnoi strane) foi uma tese desenvolvida por Nikolai Bukharin em 1925 e adotada como política estatal por Josef Stalin. A tese sustentou que dado a derrota de todas as revoluções comunistas na Europa (ver: Revoluções de 1917-23), exceto na Rússia, a própria União Soviética (URSS) deveria começar a reforçar-se internamente.
A linha foi adotada pelo XIV Congresso do Partido Comunista da União Soviética (PCUS), em dezembro de 1925 e argumentavam que era necessário primeiro consolidar o socialismo na URSS para que, a longo prazo, esta tivesse força suficiente para sustentar a revolução mundial. Segundo esta visão, caso os soviéticos se engajassem num conflito de proporções globais antes de conseguir proteger-se e defender-se dos inimigos capitalistas e fascistas, o socialismo fracassaria. De acordo com essa tese, isto seria precisamente a maior contribuição da classe operária soviética à revolução mundial. Este argumento encontrou a oposição de Leon Trótski com a sua teoria da revolução permanente, que promulgava a revolução mundial como a única garantia da vitória do socialismo na Rússia, uma vez que, sendo um país atrasado, seria incapaz de cumprir as missões da revolução socialista, e a industrialização, não poderia resolver para fazer um contrapeso às potências ocidentais (ver: divergências entre Stalin e Trótski).
Esta linha foi desenvolvida no contexto de um refluxo da luta das massas, principalmente na Europa Ocidental, onde a esquerda comunista acreditava numa iminente guerra contra o primeiro Estado socialista. Embora promovida, na altura, como uma ideologia da necessidade, não a opinião do núcleo, a teoria veio definir o curso da construção política dentro da União Soviética durante toda sua história.

## Antecedentes
A derrota de várias revoluções proletárias em países como a Alemanha e a Hungria acabou com as esperanças dos bolcheviques por uma iminente revolução mundial e iniciou a promoção do socialismo num país por Stalin. Na primeira edição do livro Osnovy Leninizma (Fundações do Leninismo, 1924), Stalin ainda era um seguidor da ideia de  Vladimir Lenin de que a revolução num país é insuficiente. Lenin morreu em janeiro de 1924 e, no final daquele ano, na segunda edição do livro, a posição de Stalin começou a mudar quando ele afirmou que "o proletariado pode e deve construir a sociedade socialista em um só país". Em abril de 1925, Nikolai Bukharin elaborou a questão no seu panfleto Can We Build Socialism in One Country in the Absence of the Victory of the West-European Proletariat? (Podemos construir o socialismo num país na ausência da vitória do proletariado europeu ocidental?) A União Soviética adotou o socialismo em um país como política de Estado depois do artigo de Stalin de janeiro de 1926 On the Issues of Leninism. (sobre as questões do Leninismo) 1925-1926 sinalizou uma mudança na atividade imediata do Comintern (a Internacional Comunista) da revolução mundial para uma defesa do estado soviético. Este período foi conhecido até 1928 como o "Segundo Período", espelhando a mudança na União Soviética do comunismo de guerra para a Nova Política Econômica. Em seu artigo de 1915 "Sobre o slogan dos Estados Unidos da Europa", Lenin escreveu:
O desenvolvimento econômico e político desigual é uma lei absoluta do capitalismo. Assim, a vitória do socialismo é possível primeiro em vários ou mesmo em um único país capitalista. Depois de expropriar os capitalistas e organizar sua própria produção socialista, o proletariado vitorioso daquele país se levantará contra o resto do mundo.
Em 1918, Lenin escreveu:
Sei que há, é claro, sábios que pensam que são muito espertos e até se dizem socialistas, que afirmam que o poder não deveria ter sido retirado até que a revolução estourasse em todos os países. Eles não suspeitam que, falando dessa maneira, estão abandonando a revolução e indo para o lado da burguesia. Esperar até que as classes trabalhadoras tragam uma revolução em escala internacional significa que todos devem permanecer em expectativa. Isso é um absurdo.
Após a morte de Lenin, Stalin usou essas citações e outras para argumentar que Lenin compartilhava a sua visão do socialismo num país. Grigory Zinoviev e Leon Trótski criticaram vigorosamente a teoria do socialismo num país. Em particular, os trotskistas frequentemente alegaram e ainda afirmam que o socialismo num país se opõe tanto aos princípios básicos do marxismo quanto às crenças particulares de Lenin.  que o sucesso final do socialismo num país depende do grau de sucesso da revolução nas revoluções proletárias nos países mais avançados da Europa Ocidental. No Sétimo Congresso, em março de 1918, Lenin explicou:
Considerado do ponto de vista histórico-mundial, sem dúvida não haveria a esperança da vitória final de nossa revolução se ela ficasse sozinha, se não houvesse movimentos revolucionários em outros países [...] repito, nossa salvação de Todas estas dificuldades é uma revolução completa da Europa [...] Em todos os casos, sob todas as circunstâncias imagináveis, se a revolução alemã não suceder, estamos todos condenados.
No entanto, defensores do socialismo num país afirmam que, embora inicialmente otimista sobre a perspectiva de uma revolução comunista na Alemanha (que eventualmente nunca ocorreu), Lenin se opôs fortemente apostar apenas em revoluções da Europa Ocidental para resgatar os comunistas russos sitiados que também. Eles afirmam que Lenin tinha defendido um caminho mais pragmático para a revolução e o seu piloto, o PCR (B), que foi baseado na construção de uma aliança estreita entre o proletariado e o campesinato (o proletariado estando à frente) e a construção do socialismo completo na Rússia, enquanto aguardando pacientemente a luta de classes amadurecer primeiro ao redor do mundo antes que uma revolução proletária em escala mundial se torne plausível. Para apoiar essa afirmação, eles citam as próprias palavras de Lenin no mesmo Sétimo Congresso em março de 1918:
Sim, veremos a revolução mundial, mas, por enquanto, é um conto de fadas muito bom, um conto de fadas muito bonito - eu compreendo perfeitamente que crianças gostem de contos de fadas lindos. Mas eu pergunto, é apropriado para um revolucionário sério acreditar em contos de fadas? Existe um elemento de realidade em cada conto de fadas. Se você dissesse às crianças contos de fadas em que o galo e o gato não conversassem em linguagem humana, eles não estariam interessados. Do mesmo modo, se disser ao povo que a guerra civil irromperá na Alemanha e também garantirá que, em vez de um choque com o imperialismo, teremos uma revolução de campo em escala mundial, as pessoas dirão que você está as enganando. Ao fazer isso, você estará superando as dificuldades com as quais a história nos confrontou apenas em suas próprias mentes, por seus próprios desejos. Será bom se o proletariado alemão for capaz de agir. Mas você calculou isso? Descobriu um instrumento que mostrará que a revolução alemã vai surgir em tal e tal dia? [...] Se a revolução irrompe, tudo é salvo. Claro! Mas se não resultar como desejamos, se não conseguir a vitória amanhã - e depois? Então as massas dirão a você, você agiu como um apostador - você apostou tudo em uma reviravolta afortunada de eventos que não aconteceram, você provou ser desigual à situação que realmente surgiu em vez da revolução mundial, que inevitavelmente virá, mas que ainda não atingiu a maturidade.
Eles também citam a sua "Letter to American Workers" (Carta aos Trabalhadores Americanos) de 1918, na qual ele escreveu:
Estamos apostando na inevitabilidade da revolução mundial, mas isso não significa que somos tão idiotas que apostamos que a revolução chegará inevitavelmente a uma data definitiva e próxima.

## Josef Stalin
Stalin apresentou a teoria do socialismo em um só país como um desenvolvimento adicional do Leninismo, baseado nas citações de Lenin mencionadas anteriormente. Em seu artigo de 14 de fevereiro de 1938, intitulado Resposta ao Camarada Ivanov, formulado como resposta a uma pergunta enviada por um "camarada Ivanov" ao jornal Pravda, Stalin divide a questão em duas partes. A primeira parte trata das relações internas dentro da União Soviética, questionando se é possível construir uma sociedade socialista derrotando a burguesia local e promovendo a união dos trabalhadores e camponeses.
Stalin cita Lenin, afirmando que "temos tudo o que é necessário para construir uma sociedade socialista completa" e alega que, na maioria, a sociedade socialista já havia sido construída. A segunda parte da questão trata das relações externas e se a vitória do socialismo é "final", ou seja, se o capitalismo pode ser restaurado. Neste ponto, Stalin cita Lenin, dizendo que a vitória final só é possível em escala internacional e com a ajuda dos trabalhadores de outros países.
O historiador marxista Isaac Deutscher rastreia a política de socialismo em um só país de Stalin à publicação de As Bases do Leninismo, que enfatizou a política de isolacionismo e desenvolvimento econômico em oposição à política de revolução permanente de Trótski.
Em uma entrevista de 1936 com o jornalista Roy W. Howard, Stalin articulou sua rejeição à exportação da revolução, afirmando que "nunca tivemos tais planos e intenções" e que "a exportação da revolução é um absurdo".

## Período de Estagnação
Na URSS (décadas de 1960 - 1980) foi uma época em que, segundo a posição oficial dos líderes soviéticos, a sociedade socialista já havia sido construída. Na Constituição soviérica de 1977, foi claramente declarado que o socialismo havia sido estabelecido no país, mencionando também conceitos como "sistema socialista mundial" e "responsabilidade internacional" da União Soviética. Isso significava que o socialismo havia sido construído não apenas na URSS, mas também noutros países que faziam parte deste sistema.
Na prática, embora a URSS da época não seguisse rigorosamente a ideia de uma revolução mundial, ela liderava o bloco socialista (Organização do Tratado de Varsóvia, COMECON) e apoiava ativamente partidos comunistas em outros países e suas lutas (inclusive armadas) contra governos. Contudo, havia dificuldades nas relações com alguns países socialistas, como a China e a Albânia, com quem ocorreram conflitos. As tropas soviéticas reprimiram várias vezes revoltas anticomunistas na Europa Oriental e em países como o Chile, onde o presidente socialista foi deposto. Conselheiros militares soviéticos foram enviados a nações da África e do Oriente Médio.
No início do século XXI, ainda existem alguns Estados no mundo, como a Coreia do Norte e Cuba, que se autodenominam socialistas ou incluem a palavra "socialismo" em seus nomes. Do ponto de vista oficial desses países, o socialismo e a sociedade socialista continuam a existir neles.

## Karl Marx e Friedrich Engels
Sobre a questão da construção socialista num único país, Friedrich Engels escreveu:
Será possível que esta revolução aconteça apenas em um país?
Não. Ao criar o mercado mundial, a grande indústria já trouxe todos os povos da Terra, e especialmente os povos civilizados, em uma relação tão próxima entre si que nenhum é independente do que acontece com os outros. Além disso, coordenou o desenvolvimento social dos países civilizados de tal forma que, em todos eles, a burguesia e o proletariado se tornaram as classes decisivas, e a luta entre eles é a grande luta do dia. Segue-se que a revolução comunista não será apenas um fenômeno nacional, mas deve ocorrer simultaneamente em todos os países civilizados - isto é, pelo menos na Inglaterra, América, França e Alemanha. Desenvolver-se-á em cada um destes países mais ou menos rapidamente, de acordo com um país ou outro com uma indústria mais desenvolvida, maior riqueza, uma massa mais significativa de forças produtivas. Portanto, ele será mais lento e enfrentará a maioria dos obstáculos na Alemanha, mais rapidamente e com o menor número de dificuldades na Inglaterra. Isso terá um forte impacto sobre os outros países do mundo, e irá alterar radicalmente o curso de desenvolvimento que eles seguiram até agora, enquanto aumentam seu ritmo. É uma revolução universal e terá, portanto, um alcance universal.

— Friedrich Engels, Princípios do comunismo, 1847

No entanto, um ano depois, Karl Marx e Engels alegaram:
Os comunistas são ainda mais reprovados com o desejo de abolir países e nacionalidades. Os trabalhadores não têm país. Nós não podemos tirar deles o que eles não têm. Uma vez que o proletariado deve, antes de mais nada, adquirir supremacia política, deve ser a classe dominante da nação, deve constituir-se a nação, é, até o momento, ela mesma nacional, embora não no sentido burguês da palavra.
— Karl Marx e Friedrich Engels, O Manifesto Comunista, 1848
Se a Revolução Russa se tornar o sinal de uma revolução proletária no Ocidente, de modo que ambas se complementam, a atual propriedade comum da terra russa pode servir como ponto de partida para um desenvolvimento comunista.
— Karl Marx e Friedrich Engels, O Manifesto Comunista, prefácio para a edição russa de 1882

## Na cultura popular
O slogan foi parodiado no romance Moscou 2042, onde "Comunismo numa cidade" foi construído.